# Chałupki (Tokarnia)
Chałupki – część wsi Tokarnia w Polsce, położona w województwie świętokrzyskim, w powiecie kieleckim, w gminie Chęciny.
W latach 1975–1998 Chałupki administracyjnie należały do województwa kieleckiego.